# 胡乃武
胡乃武（1934年—），男，山西文水人，中国国民经济计划和管理学家，曾任中国人民大学教授、博士生导师。